# Krabonoš
Krabonoš (německy Zuggers) je vesnice, součást obce Nová Ves nad Lužnicí v okrese Jindřichův Hradec, v oblasti Západního Vitorazska. Od města České Velenice leží přibližně sedm kilometrů severozápadním směrem. Nachází se blízko česko-rakouské státní hranice.

## Historie
Ves Krabonoš měla podle jedné ze zdejších pověstí existovat již za časů krále Karla Velikého. První písemná zmínka o obci pochází  z roku 1179.  Další písemná zmínka o obci je z roku 1369, kdy je jako obec „Zwegayz“ uvedena v urbáři hrabství Litschau (Zinsbuch der Grafschaft Litschau). Obec byla součástí hrabství Litschau do devadesátých let 14. století, kdy se stala součástí nově vzniklého hrabství Heidenreichstein, a to až do poloviny 19. století. Během husitských válek byla obec vypálena. Vypálena byla též během třicetileté války. V letech 1688 a 1713 byl Krabonoš zasažen epidemií moru. K Československu byl Krabonoš připojen až v roce 1920. V letech 1938 až 1945 byl Krabonoš v důsledku uzavření Mnichovské dohody přičleněn k Německé říši a později začleněn do Říšské župy Dolní Podunají.
Dříve samostatná obec Krabonoš se v roce 1950 stala součástí obce Nová Ves nad Lužnicí. Kvůli vystěhování německých obyvatel a zřízení hraničního pásma po roce 1948 byla odsouzena k zániku. Po roce 1989 a po zrušení železné opony došlo k částečné obnově vesnice.

## Přírodní poměry
Podél jižní hranice katastrálního území protéká řeka Lužnice, jejíž okolí je chráněno jako přírodní památka Krabonošská niva.

## Náboženství
- Kostel svatého Jana Křtitele je kulturní památka České republiky (od 31.1.1992). V roce 2022 byl konstatován havarijní stav.[6] Památková ochrana přilehlé fary byla v roce 2012 zrušena a areál fary byl zbořen.[7] Kostelní zvon byl v roce 1950 přemístěn do kostela Nanebevzetí Panny Marie ve Dvorech nad Lužnicí.[8]
- Římskokatolická farnost Krabonoš byla připomenuta již v roce 1400.[3] Ke dni 31.12.2019 farnost zanikla.

## Obyvatelstvo
|           | 1869 | 1880 | 1890 | 1900 | 1910 | 1921 | 1930 | 1950 | 1961 | 1970 | 1980 | 1991 | 2001 | 2011 |
| --------- | ---- | ---- | ---- | ---- | ---- | ---- | ---- | ---- | ---- | ---- | ---- | ---- | ---- | ---- |
| Obyvatelé | 468  | 484  | 518  | 490  | 551  | 450  | 428  | 130  | .    | 84   | 44   | 44   | 44   | 46   |
| Domy      | 55   | 59   | 58   | 58   | 67   | 69   | 73   | 45   | .    | 14   | 14   | 18   | 19   | 22   |